# Han Hyo-joo
Han Hyo-joo (한효주?, Han Hyo-juLR, Han HyojuMR; Cheongju, 22 febbraio 1987) è un'attrice sudcoreana.

## Biografia
Han Hyo-joo è nata a Cheongju, nella provincia del Chungcheong Settentrionale. Sua madre era un'insegnante elementare prima di diventare ispettrice per le scuole pubbliche, mentre suo padre era un ufficiale dell'aeronautica. Durante il secondo anno di liceo, si trasferì a Seul e frequentò la Bulgok High School nonostante le obiezioni del padre. Entrò poi all'università Dongguk a studiare teatro e cinema.

## Carriera
Han fu scoperta durante un concorso di bellezza nel 2003, all'età di 16 anni. Iniziò la sua carriera di attrice nella sitcom Nonstop 5 e nella commedia Tusabu-ilche, ottenendo maggior rilevanza nel serial Bom-ui waltz del 2006. Negli anni seguenti si susseguirono altri film e serial, ma ottenne la fama con il serial del 2009 Channanhan yusan, dove recitò accanto a Lee Seung-gi; il serial fu molto apprezzato e registrò un picco di share del 47,1%. Come protagonista, in seguito, del serial Dong-yi, vinse numerosi premi per la sua rappresentazione di Choi Suk-bin e cementò il suo status di stella dell'onda coreana.
Tra il 2011 e il 2013 recitò nei film Ojik geudaeman, Masquerade, che diventò uno dei film coreani con l'incasso più alto di sempre, Banchangkko e Cold Eyes, per il quale vinse il premio "Miglior attrice" ai Blue Dragon Film Awards e ai Buil Film Awards. Nel 2014, Han e Go Soo apparvero nel cortometraggio Myohyangsang-wan, al quale seguì un ruolo nel film giapponese Miracle: Debikuro-kun no koi to maho, mentre nel 2015 recitò nel film musicale C'est si bon e in Beauty Inside.

## Filmografia

### Cinema
- Tusabu-ilche (투사부일체), regia di Kim Dong-won (2006)
- Aju teukbyeolhan sonnim (아주 특별한 손님), regia di Lee Yoon-ki (2006)
- Dallyeora jajeongeo (달려라 자전거), regia di Im Sung-woon (2008)
- Meotjin haru (멋진 하루), regia di Lee Yoon-ki (2008)
- Cheonguk-ui upyeonbaedalbu (천국의 우편배달부), regia di Lee Hyung-min (2009)
- Ojik geudaeman (오직 그대만), regia di Song Il-gon (2011)
- Masquerade (광해: 왕이 된 남자), regia di Choo Chang-min (2012)
- Banchangkko (반창꼬), regia di Jeong Gi-hun (2012)
- Cold Eyes (감시자들), regia di Jo Ui-seok e Kim Byeong-seo (2013)
- Miracle: Debikuro-kun no koi to maho (MIRACLE デビクロくんの恋と魔法) (2014)
- Myeohyangsangwan (묘향산관) – cortometraggio (2014)
- C'est si bon (쎄시봉), regia di Kim Hyun-seok (2015)
- Beauty Inside (뷰티 인사이드), regia di Baek Jong-yeol (2015)
- Hae-eohwa (해어화), regia di Park Heung-sik (2016)
- Golden Slumber (골든 슬럼버), regia di Noh Dong-seok (2018)
- Illang - Uomini e lupi (인랑), regia di Kim Ji-woon (2018)
- The Pirates - Il tesoro reale (해적: 도깨비 깃발), regia di Kim Jeong-hoon (2022)
- Believer 2, regia di Baek Jong-yeol (2023)

### Televisione
- Nonstop (논스톱) – sitcom (2005)
- Bom-ui waltz (봄의 왈츠) – serie TV (2006)
- Haneulmankeum ttangmangeum (하늘만큼 땅만큼) – serie TV (2007)
- Iljimae (일지매) – serie TV (2008)
- Channanhan yusan (찬란한 유산) – serie TV (2009)
- Soul Special (쏘울 스페셜) – miniserie TV (2009)
- Dong-yi (동이) – serie TV (2010)
- W (더블유) – serie TV (2016)
- Treadstone – serie TV, 10 episodi (2019)
- Happiness – serie TV, 12 episodi (2021)
- Moving (무빙?, MubingLR) – serie TV (2023)
- Blood Free - Il potere del sangue (지배종?, JibaejongLR) – serie TV (2024)

## Doppiatrici italiane
Nelle versioni in italiano nelle opere in cui ha recitato, Han Hyo-joo è stata doppiata da:
- Valentina Mari in The Pirates - Il tesoro reale
- Eleonora Reti in Masquerade
- Joy Saltarelli in Cold Eyes
- Valentina De Marchi in Treadstone
- Valentina Favazza in Illang - Uomini e lupi

## Riconoscimenti
| Anno | Premio                                    | Categoria                                                       | Opera nominata             | Risultato       |
| ---- | ----------------------------------------- | --------------------------------------------------------------- | -------------------------- | --------------- |
| 2003 | Miss Binggrae Smile Pageant               | Gran premio                                                     |                            | Vincitore/trice |
| 2006 | Korean Association of Film Critics Awards | Miglior nuova attrice                                           | Aju teukbyeolhan sonnim    | Vincitore/trice |
| 2006 | KBS Drama Awards                          | Miglior nuova attrice                                           | Bom-ui waltz               | Candidato/a     |
| 2007 | Singapore International Film Festival     | Miglior attrice                                                 | Aju teukbyeolhan sonnim    | Vincitore/trice |
| 2007 | Korea Best Dressed Swan Awards            | Meglio vestita                                                  |                            | Vincitore/trice |
| 2007 | KBS Drama Awards                          | Premio miglior coppia (con Park Hae-jin)                        | Haneulmankeum ttangmangeum | Vincitore/trice |
| 2007 | KBS Drama Awards                          | Premio popolarità                                               | Haneulmankeum ttangmangeum | Vincitore/trice |
| 2007 | KBS Drama Awards                          | Miglior nuova attrice                                           | Haneulmankeum ttangmangeum | Candidato/a     |
| 2007 | KBS Drama Awards                          | Premio all'eccellenza, attrice in un drama giornaliero          | Haneulmankeum ttangmangeum | Candidato/a     |
| 2008 | Korea Jewelry Awards                      | Premio perla                                                    |                            | Vincitore/trice |
| 2008 | SBS Drama Awards                          | Premio nuova stella                                             | Iljimae                    | Vincitore/trice |
| 2009 | Baeksang Arts Awards                      | Attrice più popolare (TV)                                       | Iljimae                    | Candidato/a     |
| 2009 | Andre Kim Best Star Awards                | Premio stella                                                   |                            | Vincitore/trice |
| 2009 | Mnet 20's Choice Awards                   | Stella dei drama (donna)                                        | Channanhan yusan           | Vincitore/trice |
| 2009 | SBS Drama Awards                          | Premio miglior coppia (con Lee Seung-gi)                        | Channanhan yusan           | Vincitore/trice |
| 2009 | SBS Drama Awards                          | Migliori dieci stelle                                           | Channanhan yusan           | Vincitore/trice |
| 2009 | SBS Drama Awards                          | Premio all'eccellenza, attrice in un progetto di drama speciale | Channanhan yusan           | Vincitore/trice |
| 2010 | Baeksang Arts Awards                      | Miglior attrice (TV)                                            | Channanhan yusan           | Candidato/a     |
| 2010 | Seoul International Drama Awards          | Miglior attrice coreana                                         | Channanhan yusan           | Vincitore/trice |
| 2010 | Korea Drama Awards                        | Miglior attrice                                                 | Dong-yi                    | Vincitore/trice |
| 2010 | MBC Drama Awards                          | Premio popolarità                                               | Dong-yi                    | Vincitore/trice |
| 2010 | MBC Drama Awards                          | Premio alla massima eccellenza, attrice                         | Dong-yi                    | Candidato/a     |
| 2010 | MBC Drama Awards                          | Gran premio                                                     | Dong-yi                    | Vincitore/trice |
| 2011 | Hong Kong Cable TV Awards                 | Miglior attrice                                                 | Dong-yi                    | Vincitore/trice |
| 2011 | Baeksang Arts Awards                      | Miglior attrice (TV)                                            | Dong-yi                    | Vincitore/trice |
| 2012 | CETV Asia's Top 10 Popular Star Awards    | Premio stella dell'onda coreana                                 |                            | Vincitore/trice |
| 2013 | Baeksang Arts Awards                      | Miglior attrice                                                 | Banchangkko                | Candidato/a     |
| 2013 | Buil Film Awards                          | Miglior attrice                                                 | Cold Eyes                  | Vincitore/trice |
| 2013 | Style Icon Awards                         | Icona di stile                                                  |                            | Candidato/a     |
| 2013 | Korean Association of Film Critics Awards | Miglior attrice                                                 | Cold Eyes                  | Candidato/a     |
| 2013 | Blue Dragon Film Awards                   | Miglior attrice                                                 | Cold Eyes                  | Vincitore/trice |
| 2014 | Asian Film Awards                         | Miglior attrice                                                 | Cold Eyes                  | Candidato/a     |